# Wang Luang

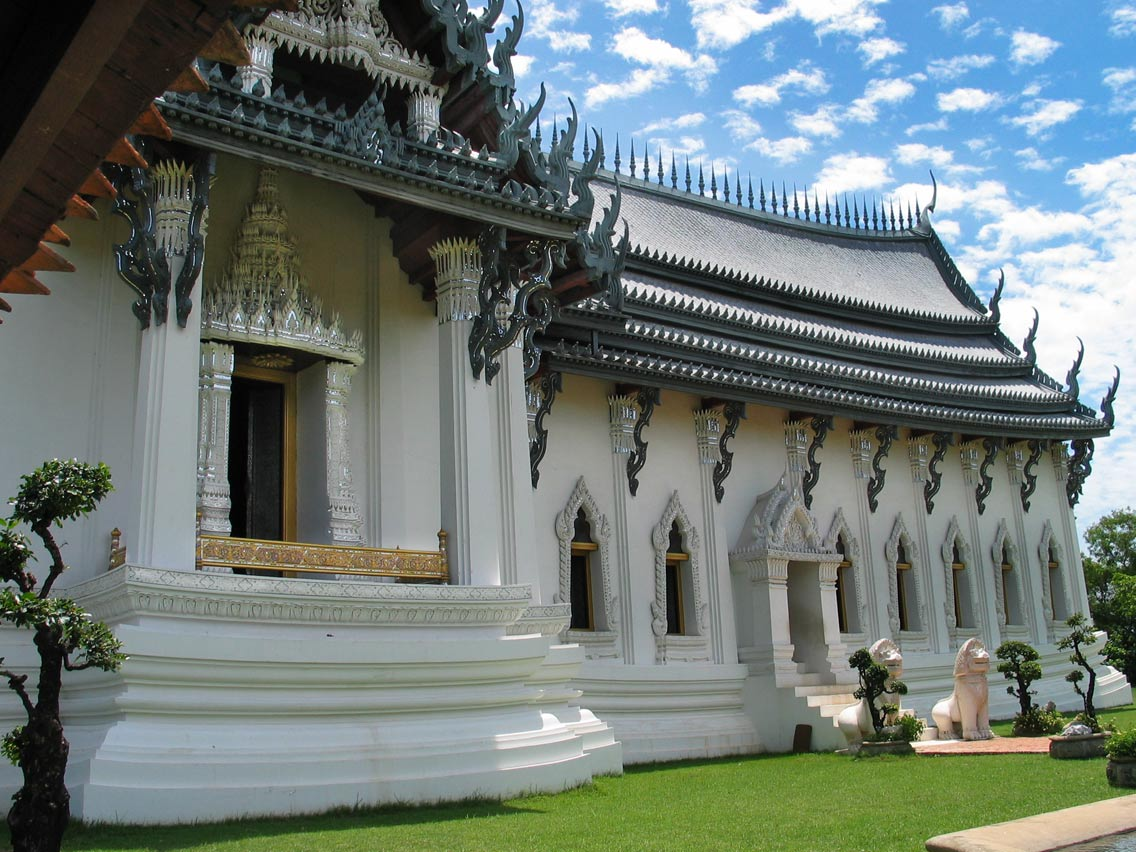
Sanphet Prasat Palasthalle, Replika in Mueang Boran

Der Wang Luang (Thai: วังหลวง – Königspalast) ist der königliche Palast in Ayutthaya, Zentralthailand. Er war im Königreich Ayutthaya die Residenz des siamesischen Königs.
Er wird auch als „Alter Palast“ (Thai: พระราชวังโบราณ – Phra Ratchawang Boran) bezeichnet, um ihn vom Großen Palast in Bangkok zu unterscheiden. Der Wang Luang diente kurze Zeit nach seiner Zerstörung 1767 durch die Birmanen als Modell für den Aufbau des Palastes in Bangkok.

## Lage
Der Wang Luang liegt im Nordwesten der Altstadt von Ayutthaya an der U Thong-Straße und in Ufernähe zum Khlong Khu Mueang („Stadtgraben“, ursprünglich der Lopburi-Fluss). 

## Baugeschichte
Nachdem König U Thong Ayutthaya zur Hauptstadt seines neuen Reiches gemacht hatte, baute er seinen Palast im Norden der Insel, die durch die drei Flüsse Mae Nam Chao Phraya, Mae Nam Pa Sak und Mae Nam Lop Buri sowie einen später gegrabenen Kanal gebildet wurde. 
König Borommatrailokanat (reg. 1448–1488) verlegte in seiner Regierungszeit den Palast nach Norden an das Ufer des Lop-Buri-Flusses, um Platz zu machen für den neuen Tempel Wat Phra Sri Sanphet. Er unterteilte das Gebiet das Palast-Areal in einen „Inneren“ und einen „Äußeren Bereich“. 
König Boromtrailokanat ließ die so genannte „Sanphet-Prasat-Halle“ (Thai: พระที่นั่ง สรรเพช มหาปราสาท) als Thronsaal erbauen, in dem später König Narai die Gesandtschaft vom Hofe König Ludwigs XIV. empfing. Eine Replika dieses Gebäudes kann heute im Freilichtmuseum Mueang Boran außerhalb Bangkoks besichtigt werden.
Etwas weiter südlich stand eine weitere Thronhalle, die zunächst „Mangkhala-Phisek-Halle“ (Thai: พระที่นั่ง มังคลาภิเษก) genannt wurde. Sie wurde wahrscheinlich vom Nachfolger Boromtrailokanats erbaut. Hier empfing König Naresuan den regierenden Prinzen von Chiang Mai, der sich entschlossen hatte, dem Königreich Tributzahlungen zu leisten. In der Regierungszeit von König Prasat Thong brannten sie und weitere 110 Gebäude im Palastbezirk jedoch nach einem Blitzschlag komplett ab. Der König ließ sie später wieder aufbauen, nannte sie dann aber „Viharn-Somdet-Prasat-Halle“ (Thai: พระที่นั่ง วิหารสมเด็จ มหาปราสาท). Sie war mit Goldplatten verkleidet, deshalb wurde dieser Bau im Volksmund Goldener Palast genannt. 
Prasat Thong erweiterte den Palast und umgab das gesamte Areal inklusive Wat Phra Si Sanphet mit einer hohen Mauer. 
Er ließ weitere Thronhallen bauen, wie z. B. die Suriyart-Amarin-Halle. In der südöstlichen Ecke des Palastes ließ er den „Chakrawat-Phaichayon-Halle“ (Thai: พระที่นั่ง จักรวรรด่์ ไพชยนต์) bauen, um von hier Prozessionen und Paraden zu verfolgen, die auf dem Sanam Chai stattfanden. Der Sanam Chai (Thai: สนามชัย – Haupt-Platz, heutiges Pendant in Bangkok etwa: Sanam Luang) gehörte zum „Äußeren Bereich“ des Palastes.
König Narai ließ 1687 im Westen des „Inneren Bereichs“ auf einer kleinen Insel in einem künstlichen Fischteich, dem „Ang Kaeo“ (Thai: อ่างแก้ว), den „Banyong-Rattanat-Pavillon“ (Thai: พระที่นั่ง บรรยงก์รัตนาสน์) errichten.
Im Jahr 1767 wurde der Alte Palast von den Birmanen zusammen mit vielen anderen Bauwerken geplündert und in Brand gesteckt. Da König Phra Phutthayotfa Chulalok (Rama I.) möglichst schnell seine neue Hauptstadt Bangkok aufbauen wollte, ließ er die Ziegelsteine der verfallenen Palastgebäude mit Booten abtransportieren und nach Bangkok bringen. Daher sind heute im gesamten ehemaligen Palastbezirk nur noch die wenige Zentimeter hohen Grundmauern zu sehen.
Ein Gebäude ist heute vollständig zu sehen: der Trimuk-Pavillon (Thai: พระที่นั่ง ตรีมุข), zu dem zwar keine historischen Belege existieren, dessen Fundament aber in der Regierungszeit von König Chulalongkorn (Rama V.) 1907 entdeckt wurde. Zu seinem Besuch 1908 ließ der König auf diesen Fundamenten einen neuen Pavillon errichten. Hier hielten mehrere Könige, auch der vorletzte regierende Bhumibol Adulyadej (Rama IX.), Zeremonien zu Ehren der Herrscher des alten Ayutthaya ab.

## Nutzung
König Phetracha residierte im Wang Luang zwischen 1688 und 1702, dazu ließ er den unter König Narai begonnene Banyong Rattanat-Bau vollenden.
Der Palast hatte insgesamt acht Forts entlang der Mauer, die 21 Eingangstore besaß, davon zwei direkt am Ufer des Lopburi. Er konnte in seiner letzten Ausbauphase eingeteilt werden in die folgenden Gebiete:
- Der „Äußere Bereich“, in dem die „Chakrawat Phaichayon Halle“ stand. Hier befanden sich einige Verwaltungsgebäude.
- Der „Mittlere Bereich“ mit den drei Thronhallen Viharn Somdet, Sanphet Prasat und Suriyart Amarin. Hier standen außerdem die Ställe der königlichen Elefanten.
- Der „Innere Bereich“ mit dem Banyong Rattanat Pavillon und weiteren Wohngebäuden. Hier lagen außerdem weitere Gartenanlagen mit wohlklingenden Namen wie z. B. „Suan Angun“ (Trauben-Garten) oder „Suan Kratei“ (Kaninchen-Garten).

## Sehenswürdigkeiten

### Suriyat Amarin-Pavillon
Die Halle wurde von König Prasat Thong oder König Narai nahe der nördlichen Stadtmauer errichtet. Sie war von einem vierfachen Giebel im siamesischen Stil gekrönt und war so weit erhöht, dass der König die Boote auf dem Lopburi-Fluss beobachten konnte.

### Sanphet Prasat-Pavillon
Diese Halle wurde 1448 auf Befehl von König Borommatrailokanat errichtet. Sie war die wichtigste und größte der Hallen und diente während staatlicher Anlässe aber auch als königliche Behausung.

### Chakrawat Phaichaiyon-Pavillon
Diese Halle wurde 1632 an der Palastmauer zum Wat Phra Sri Sanphet errichtet. Sie besaß einen dreifachen Giebel und wurde vom König zur Beobachtung militärischer Übungen und Paraden genutzt.

### Viharn Somdet-Pavillon
Diese Halle ließ König Prasat Thong im Jahre 1643 errichten. Sie besaß ein Dach in der Form eines Prangs, eines Tempelturms im Khmer-Stil.

### Banyong Rattanat-Pavillon
Die Banyong Rattana-Halle besaß vier Giebel und wurde inmitten des zum Palast gehörigen Sees errichtet. Die Halle war bei den späten Königen von Ayuthhaya sehr beliebt.

### Tri Muk-Pavillon
Heute ist der Trimuk-Pavillon zu sehen, der ein Holzbauwerk auf einem Ziegelfundament darstellt. Er wurde ursprünglich von König Chulalongkorn (Rama V.) errichtet, doch ist die heutige Konstruktion eine Nachbildung der alten Architektur.

### Waffen-Pavillon
Diese Halle war von rechteckigem Grundriss und stand am westlichen Ende des Sees nahe dem Banyong Rattana-Pavillon. Sie wurde vermutlich zu Waffenübungen genutzt. Nachdem der König den Banyong Rattana-Pavillon als Wohnraum nutzte, wurden hier Audienzen abgehalten.